# Inrō

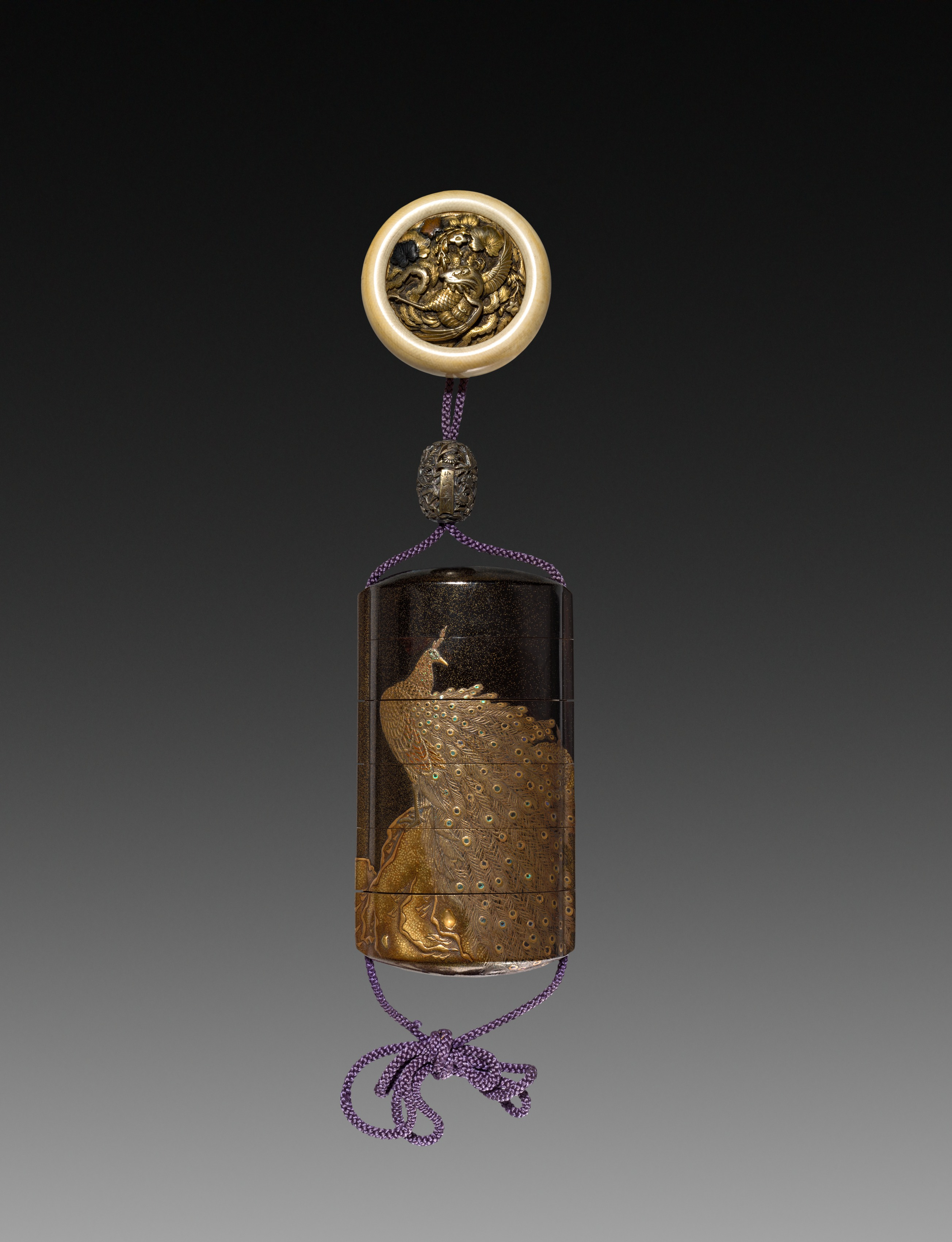
Inrō, 1800, ze zbiorów Muzeum Sztuki w Cleveland

Inrō (jap.) – rodzaj niewielkiego puzderka do przechowywania pieczęci i cynobrowej pasty do ich odciskania na pismach, a później leków, noszone w Japonii na sznurze przy pasie (obi) opasującym kimono, które nie miało kieszeni.
Inro było popularne w Japonii od XVII do XIX wieku, używane najpierw przez arystokrację i samurajów, a później także przez bogatych mieszczan.
Składa się z kilku identycznej wielkości przegródek, nakładanych na siebie, w przekroju mających kształt spłaszczonego owalu lub wydłużonego prostokąta. Górną przegródkę zamyka pokrywka. Ściany przegródek są tak dopasowane, że przy zamkniętym pudełku miejsca styku są prawie niewidoczne. W bocznych ściankach przegródek są wywiercone otworki, przez które jest przewleczony jedwabny sznur łączący w pionie wszystkie segmenty. Umożliwia to otwieranie pudełka na dowolnej kondygnacji. Sznur jest wyprowadzony na zewnątrz przez przykrywkę i ściągnięty kulką lub koralikiem (ojime). Zakończony jest ozdobnym guzem (kagamibuta) z drewna lub kości albo brelokiem w kształcie miniaturowej rzeźby zwanym netsuke.
Inrō wykonane były przeważnie z drewna krytego laką, bogato zdobione w różnych technikach - inkrustacją, maki-e, a bogactwo zdobień miało świadczyć o statusie materialnym właściciela.
Zwyczaj noszenia takich puzderek zanikł końcem XIX wieku, gdy Japończycy zaczęli ubierać się w stylu europejskim.
W Japonii wielu znakomitych mistrzów laki specjalizowało się w zdobieniu tych przedmiotów. Najsłynniejsi artyści należeli do rodów Koma i Kajikawa, którzy tworzyli przez kilka pokoleń aż do XIX wieku.